# Inge Lehmann
Inge Lehmann (* 13. Mai 1888 in Kopenhagen; † 21. Februar 1993 ebenda) war eine  dänische Geodätin und Seismologin. Sie entdeckte 1936 den inneren Erdkern.

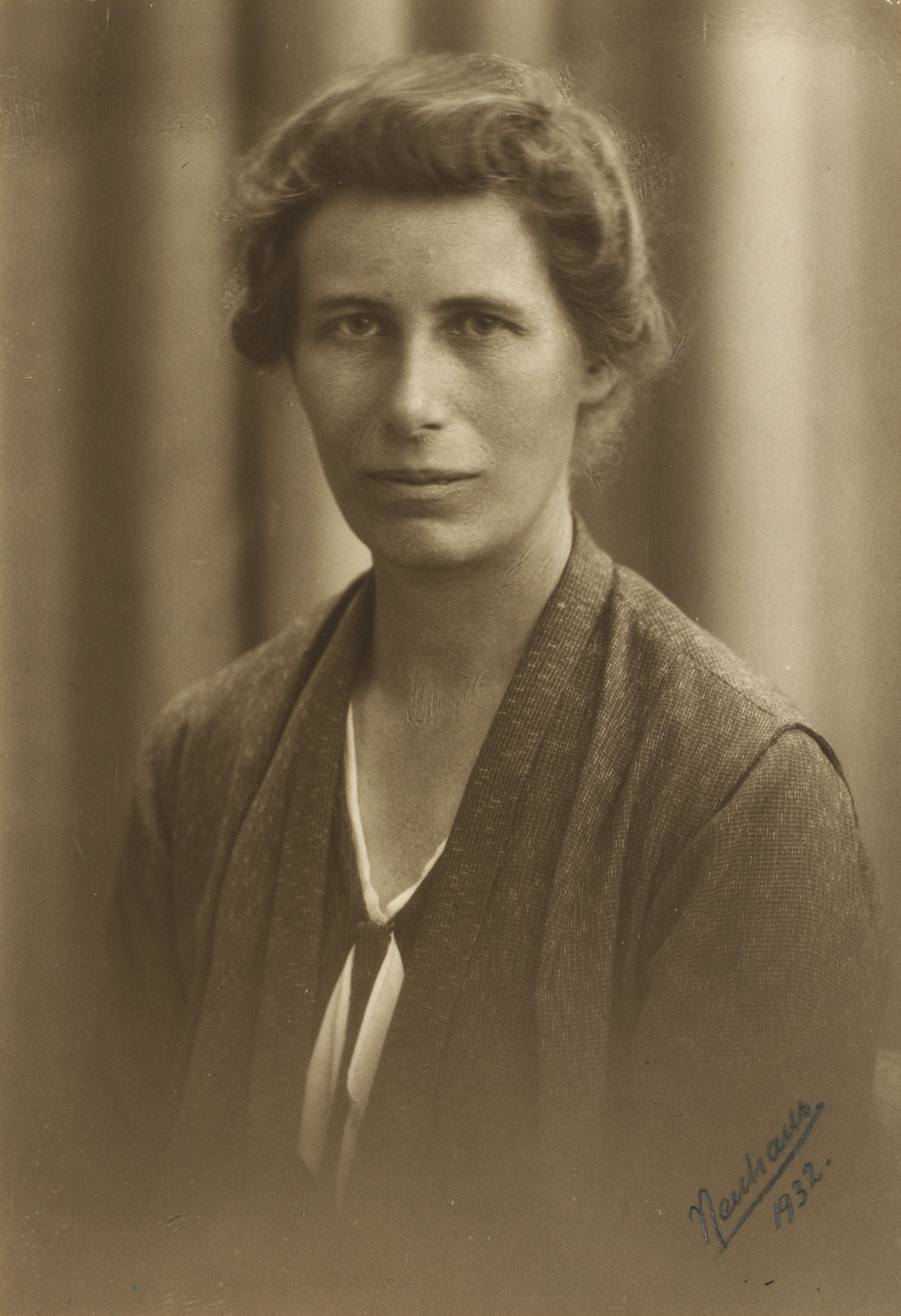
Inge Lehmann (1932)

## Leben
Inge Lehmann wurde als Tochter des Experimentalpsychologen Alfred Lehmann und dessen Frau Ida Sophie Tørsleff (1866–1935) im Kopenhagener Stadtteil Østerbro geboren, wo sie auch aufwuchs. Ihre Familie war eine alteingesessene Kopenhagener Familie, zu der auch der Jurist und Politiker Orla Lehmann gehörte.
Ihre Schulausbildung erhielt sie an einer pädagogisch fortschrittlichen Schule, die von Hanna Adler (1859–1947), einer Tante von Niels Bohr, geleitet wurde. Nach eigenem Bekunden hatten ihr Vater und Adler entscheidenden Einfluss auf ihren Werdegang. Nach dem Schulabschluss studierte sie mit einigen Unterbrechungen Mathematik an der Universität Kopenhagen und am Newnham College der Universität Cambridge. Zwischendurch arbeitete sie mehrere Jahre für den Versicherungsverein Det gjensidige Forsikringsselskab „Danmark“. 1920 schloss sie ihr Studium als Candidatus magisterii im Hauptfach Mathematik ab. Nach einem Studienaufenthalt in Hamburg 1922 war sie 1922–1926 Assistentin im versicherungsmathematischen Labor der Universität Kopenhagen.
Ab 1925 wurde sie in die Arbeit des Den danske gradmåling eingebunden, einer staatlichen Behörde, die für die Vermessung Dänemarks zuständig war. Sie wurde Assistentin des Geodäten Niels Erik Nørlund, der seismologische Observatorien in Dänemark und Grönland errichten wollte. Sie beteiligte sich am Aufbau des Observatoriums in Kopenhagen und entdeckte ihr Interesse an der Seismologie. Um sich in diesem Fach zu bilden, absolvierte sie 1927 Studienaufenthalte an den seismologischen Stationen in Darmstadt und Straßburg. 1928 machte sie als erste dänische Frau ihr Examen in Geodäsie. Sie wurde Staatsgeodätin und, als Den danske gradmåling in das Geodætisk Institut umgewandelt wurde, übernahm sie die Leitung der seismologischen Abteilung. Ihr unterstanden die Stationen in Kopenhagen sowie in Ivittuut und Ittoqqortoormiit auf Grönland.
In einem Artikel von 1936 mit dem schlichten Titel P’ interpretierte sie in Seismogrammen auftretende P-Wellen-Signale, die im P-Wellen-Schatten des Erdkerns liegen, erstmals als Reflexionen an einem inneren, festen Erdkern. Das stand im Widerspruch zur vorherrschenden Meinung, dass der gesamte Erdkern flüssig sei. Lehmanns Interpretation wurde in den zwei bis drei folgenden Jahren auch von anderen führenden Seismologen wie Beno Gutenberg, Charles Richter und Harold Jeffreys übernommen.
1936 war Lehmann Mitbegründerin der Dänischen Geophysikalischen Gesellschaft (Dansk geofysisk forening), deren Vorsitzende sie 1941 bis 1944 war. Ebenfalls 1936 wurde sie ins Exekutivkomitee der Internationalen Seismologischen Vereinigung gewählt, wo sie zweimal wiedergewählt bis 1960 blieb.
Der Zweite Weltkrieg und die Besetzung Dänemarks durch die deutsche Wehrmacht schränkten Lehmanns Arbeit und ihre internationalen Kontakte erheblich ein. In den letzten Jahren bis zu ihrer Pensionierung 1953 verschlechterte sich das Klima zwischen ihr und anderen Mitgliedern des Geodätischen Instituts. Mit dem Ausscheiden aus dem Staatsdienst endete nicht ihre wissenschaftliche Arbeit. Mehr als die Hälfte ihrer 56 wissenschaftlichen Publikationen entstanden nach 1953. Ihr letzter Artikel erschien 1987, als sie bereits 99 Jahre alt war. Lehmann reiste wiederholt in die USA und Kanada und arbeitete mit Maurice Ewing und Frank Press zusammen an der Untersuchung der Erdkruste und des oberen Erdmantels. Dabei entdeckte sie eine weitere seismische Diskontinuität, die sich in einer mittleren Tiefe von 190 bis 250 km befindet und gemeinhin nach ihrer Entdeckerin „Lehmann-Diskontinuität“ genannt wird.

## Auszeichnungen
Inge Lehmann zählt international zu den bedeutendsten Seismologen. Für ihre Leistungen erhielt sie zahlreiche Ehrungen und Auszeichnungen, u. a. den Harry Oscar Wood Award (1960), die Emil-Wiechert-Medaille (1964), die Goldmedaille der Königlich Dänischen Akademie der Wissenschaft und Schriften (1965), den Tagea Brandts Rejselegat (1938 und 1967), die Wahl zum auswärtigen Mitglied der Royal Society (1969) und zum Ehrenmitglied (Honorary Fellow) der Royal Society of Edinburgh (1959), die William Bowie Medal (1971) und die Medaille der Seismological Society of America (1977), sowie die Ehrendoktorwürden der Columbia University, New York, (Sc.D. h.c., 1964) und der Universität Kopenhagen (Dr. phil. h.c., 1968) und zahlreiche Ehrenmitgliedschaften.
Seit 1997 verleiht die American Geophysical Union (AGU) die nach Lehmann benannte Inge Lehmann Medal.
Zu Ehren der Wissenschaftlerin wurde außerdem der Asteroid (5632) Ingelehmann benannt. Am 15. Mai 2017 wurde ein von der Carlsberg-Stiftung finanziertes Denkmal zu Ehren der Wissenschaftlerin vor der alten Universitätsbibliothek auf dem Frue Plads in Kopenhagen eingeweiht. Die von Elisabeth Toubro geschaffene Skulptur ist neben sechs männlichen Porträtbüsten berühmter dänischer Wissenschaftler, direkt neben der Büste von Niels Bohr, aufgestellt worden und ist als einzige keine Büste, sondern ein Denkmal für die bedeutende Seismologin. Es handelt sich um eine 4,4 m hohe Skulptur aus schwarzem Diabas mit Bronzeornamentik, die die Sockeldimension der benachbarten Porträtbüsten aufnimmt und in abstrakter Form Inge Lehmanns Forschung würdigt. Es ist eine Welle zu sehen, die die Skulptur durchschneidet und auf einen runden festen Kern trifft, worauf die Welle ihre Richtung ändert. Der Körper der Skulptur ist zweigeteilt, um ein Erdbeben und die damit verbundenen seismografischen Messungen anzudeuten, und auf der Rückseite des Denkmals befindet sich der Umriss eines Porträts von Inge Lehmann.
Inge Lehmann starb 1993 mit 104 Jahren in Kopenhagen. Sie war nicht verheiratet und hatte keine Kinder.

## Schriften
- P’. In: Publications du Bureau Central Séismologique International. Band A14, Nr. 3, 1936, S. 87–115.
- Danske jordskælv. In: Meddelelser fra Dansk Geologisk Forening. Band 13, Nr. 2, 1956.